# واتسلاف نوید بارتا
واتسلاف بارتا، معروف به واتسلاف نوید بارتا (به چکی: Václav Noid Bárta) (زادهٔ ۲۷ اکتبر ۱۹۸۰)، خواننده و بازیگر اهل جمهوری چک است.
او در مسابقه آواز یوروویژن ۲۰۱۵ به همراه مارتا جاندووا نمایندهٔ جمهوری چک بود.